# Гейтскелл, Хью
Хью Тодд Нейлор Гейтскелл (англ. Hugh Todd Naylor Gaitskell; 9 апреля 1906, Лондон — 18 января 1963, Лондон) — английский политический деятель, лейборист.

## Биография
Х. Гейтскелл в 1927 году окончил Оксфордский университет по специальностям философия, политика и экономика. В 1926 году вступил в Лейбористскую партию. В 1933—1934, пребывая на стажировке в Венском университете, был свидетелем подавления рабочего движения консервативным правительством Дольфуса. В 1938—1939 годах руководит кафедрой политэкономии в Университетском колледже Лондона.
В 1942—1945 годах Х. Гейтскелл — главный помощник министра торговли. В 1945 году избирается в парламент от лейбористов. В 1947—1950 годах — министр топлива и энергетики Великобритании. В 1950—1951 годах — министр финансов. В 1955—1963 годах — лидер Лейбористской партии. В 1957 — 1963 годы — вице-председатель Социалистического интернационала. В 1959 году посетил с визитом СССР.

## Политические взгляды
Х. Гейтскелл принадлежал к правому крылу Лейбористской партии. Он придерживался установки на построение в Англии «демократического социализма», являлся сторонником сотрудничества классов. В экономической политике считал, что национализация должна распространяться лишь на некоторые отрасли промышленности и осуществляться путём их выкупа государством. Неизменно выступал против какого-либо сотрудничества с коммунистами.
В области внешней политики Х. Гейтскелл многократно выступал с критикой консервативного правительства, резко критиковал агрессивные действия кабинета Идена во время Суэцкого кризиса (за что современный деятель левого крыла лейбористов Тони Бенн противопоставлял его в качестве положительного примера интервенционисту Блэру), высказывался за признание принципа мирного сосуществования стран с капиталистическим и социалистическим строем. В то же время он выступал за укрепление англо-американского сотрудничества и усиление НАТО.

## Сочинения
- Gaitskell, H. [1969], Four monetary heretics: Douglas - Social Credit, Soddy - Bank Credit, Gesell - Free Money, Eisler - Stable Money, with an introduction by M G Lloyd Pritchard. Christchurch : Lyn Christie & Son Ltd.
- Gaitskell, Hugh The Sterling Area. International Affairs (Royal Institute of International Affairs 1944-) 28.2 (1952): 170-76.